# Gonomyia octospinosa
Gonomyia octospinosa là một loài ruồi trong họ Limoniidae. Chúng phân bố ở miền Cổ bắc.